# Caserne de pompiers
Pour les articles homonymes, voir Caserne.

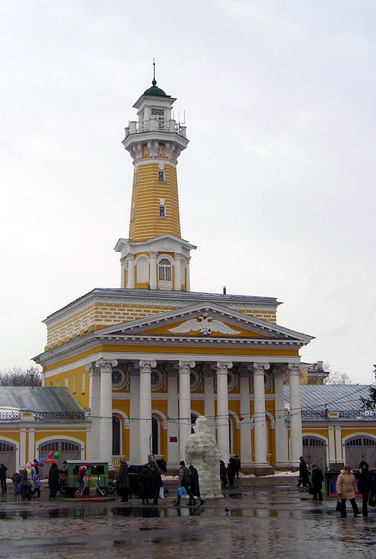
Caserne à Kostroma, Russie (1823-26).

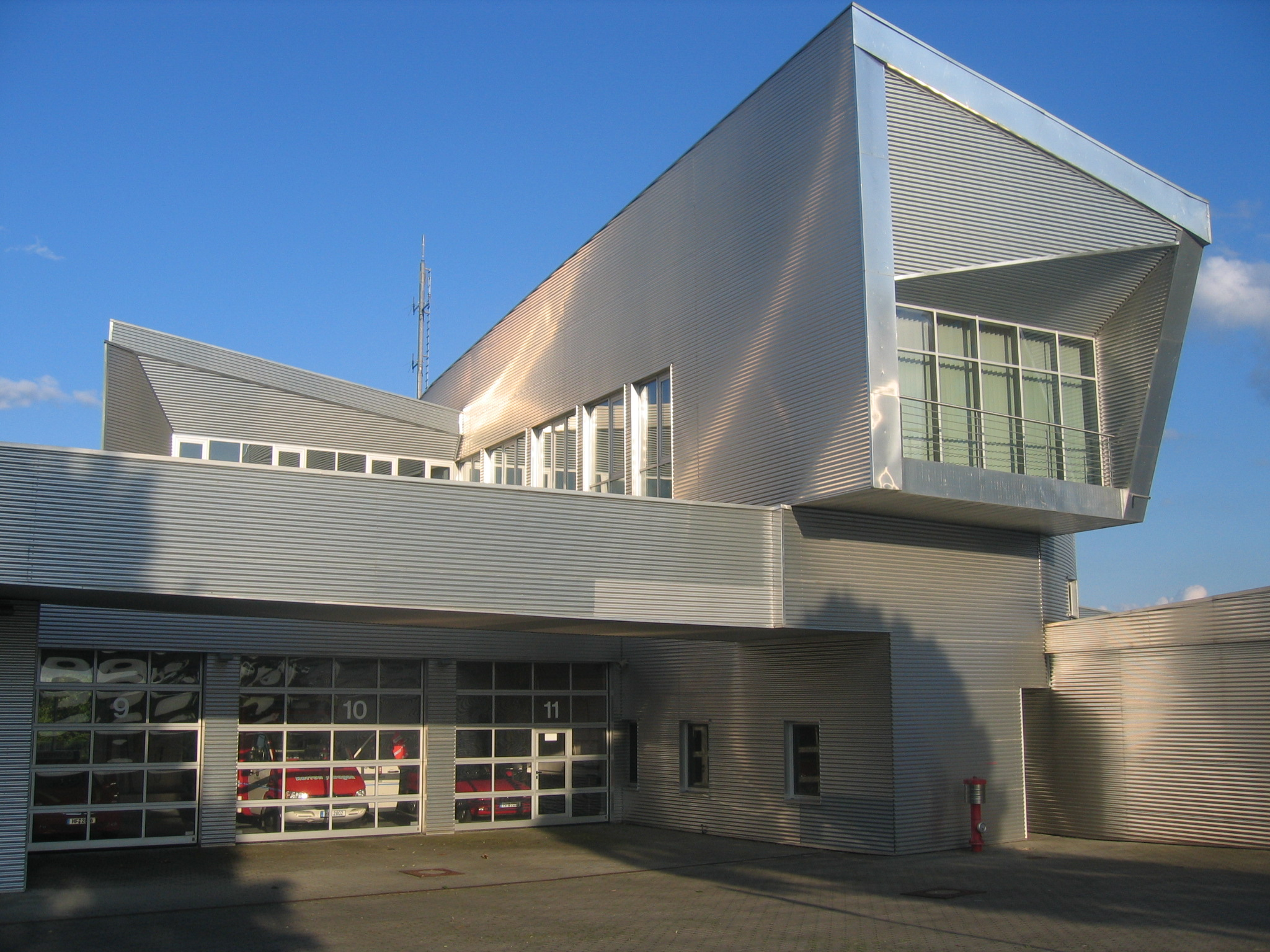
Caserne moderne à Bünde, en Allemagne.

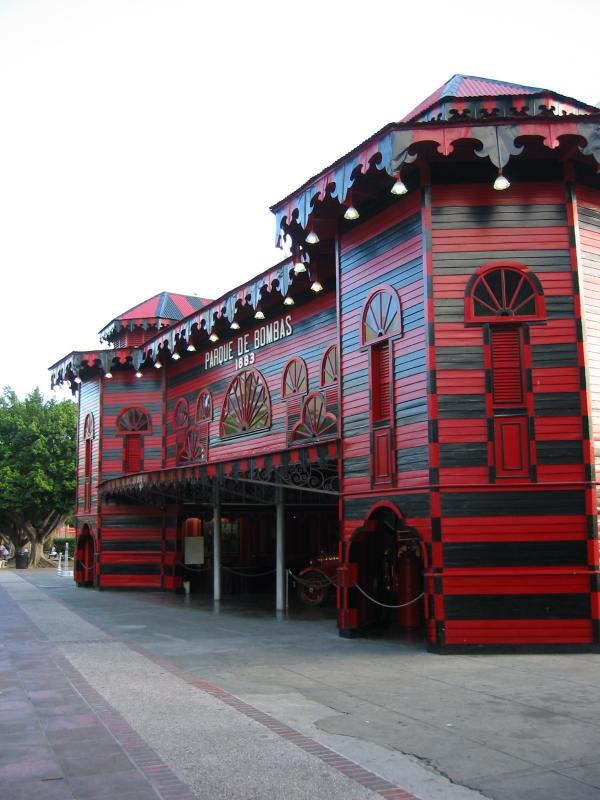
La Parque de Bombas, une caserne du XIXe siècle à Ponce, Porto Rico.

Une caserne de pompiers (aussi appelée « arsenal » en Europe[Où ?]) est un bâtiment qui sert à loger les pompiers et les matériels nécessaires à la lutte contre l'incendie, notamment le matériel roulant.
Elles peuvent soit abriter une centrale téléphonique en ligne directe avec la personne appelant, soit être reliées à une  centrale unique regroupant plusieurs casernes qui leur transmet alors les informations sur la mission à assurer. Cette transmission se fait généralement par téléphone.

## Fonctionnement
Les casernes de pompiers se différencient en deux types :
- Celles abritant des pompiers professionnels :
Avec un personnel travaillant à temps plein, elles sont normalement organisées autour d'une routine structurée autour d'une formation continue et de l'entretien du matériel. Plusieurs rondes d'inspection permettent de vérifier l'état du matériel ;

- Celles se composant de pompiers volontaires :
Elles peuvent être soit habitées (dans ce cas-ci par un concierge par exemple), soit inhabitées, les pompiers volontaires étant appelés uniquement en cas d'intervention. Le matériel et les locaux sont entretenus soit par des rôles de garde des membres du service soit par du personnel d’entretien comme un mécanicien ou une femme de ménage.

## Historique
Dans les pays occidentaux, les casernes ont été organisées soit par les villes, soit par les communes, soit même par les compagnies d'assurances. Durant le XIXe, la vie dans les casernes a souvent été décrit comme l'aspect le plus pénible de la profession. La vie y est des plus spartiate. On trouve alors souvent des écuries au sous-sol (à l'époque les chevaux tractaient les pompes à incendie), ce qui causait la présence de rats et donc de conditions sanitaires difficiles. Les officiers logent à l'étage, parfois avec leurs familles.
Certaines casernes de pompiers sont de véritables œuvres architecturales. C'est le cas de bon nombre d'anciennes casernes car, aujourd'hui, la priorité de la construction va à l'efficacité plutôt qu'à l’esthétique.

## Galeries

### En Europe

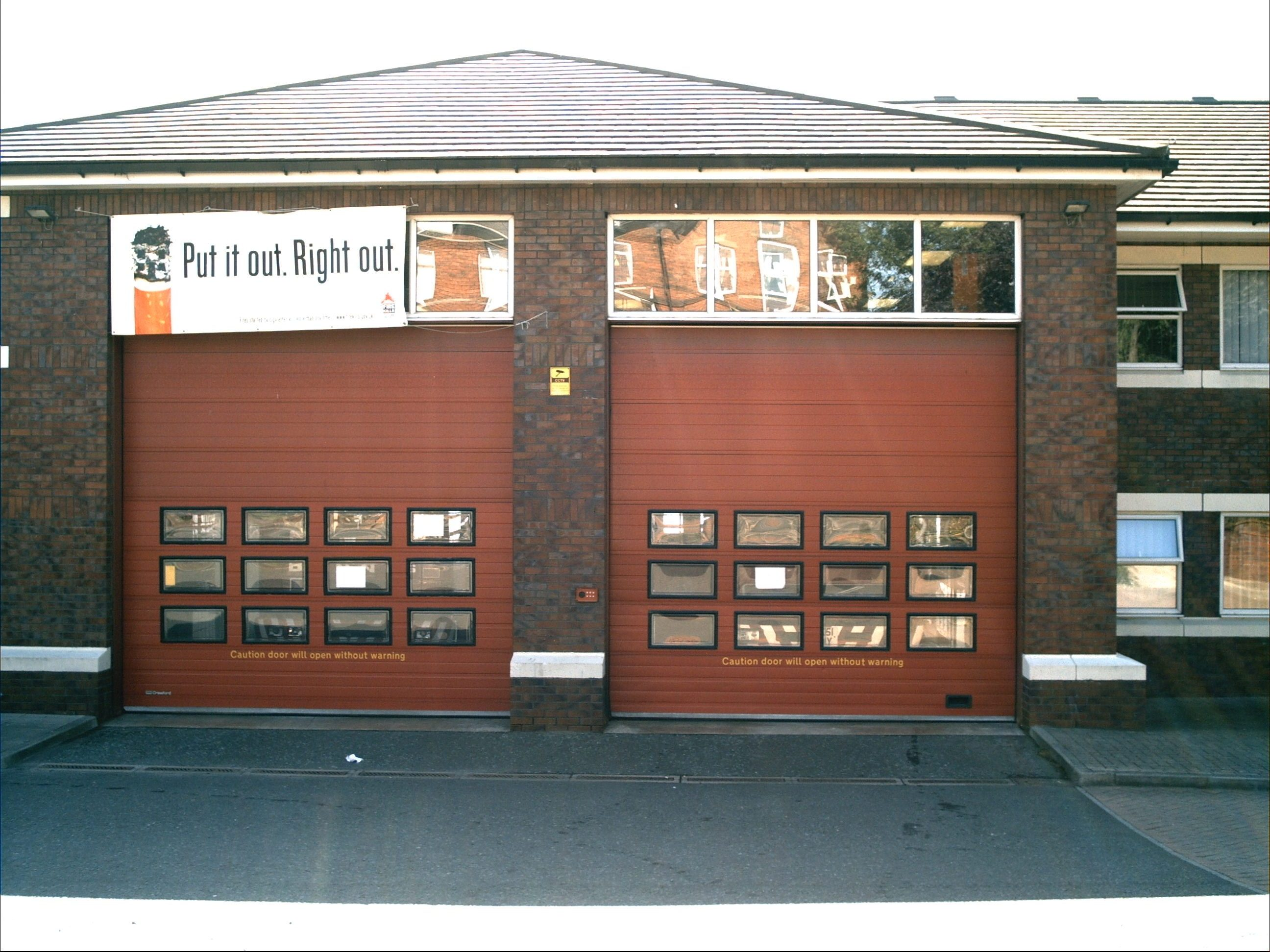
La caserne Tyne and Wear, Royaume-Uni.
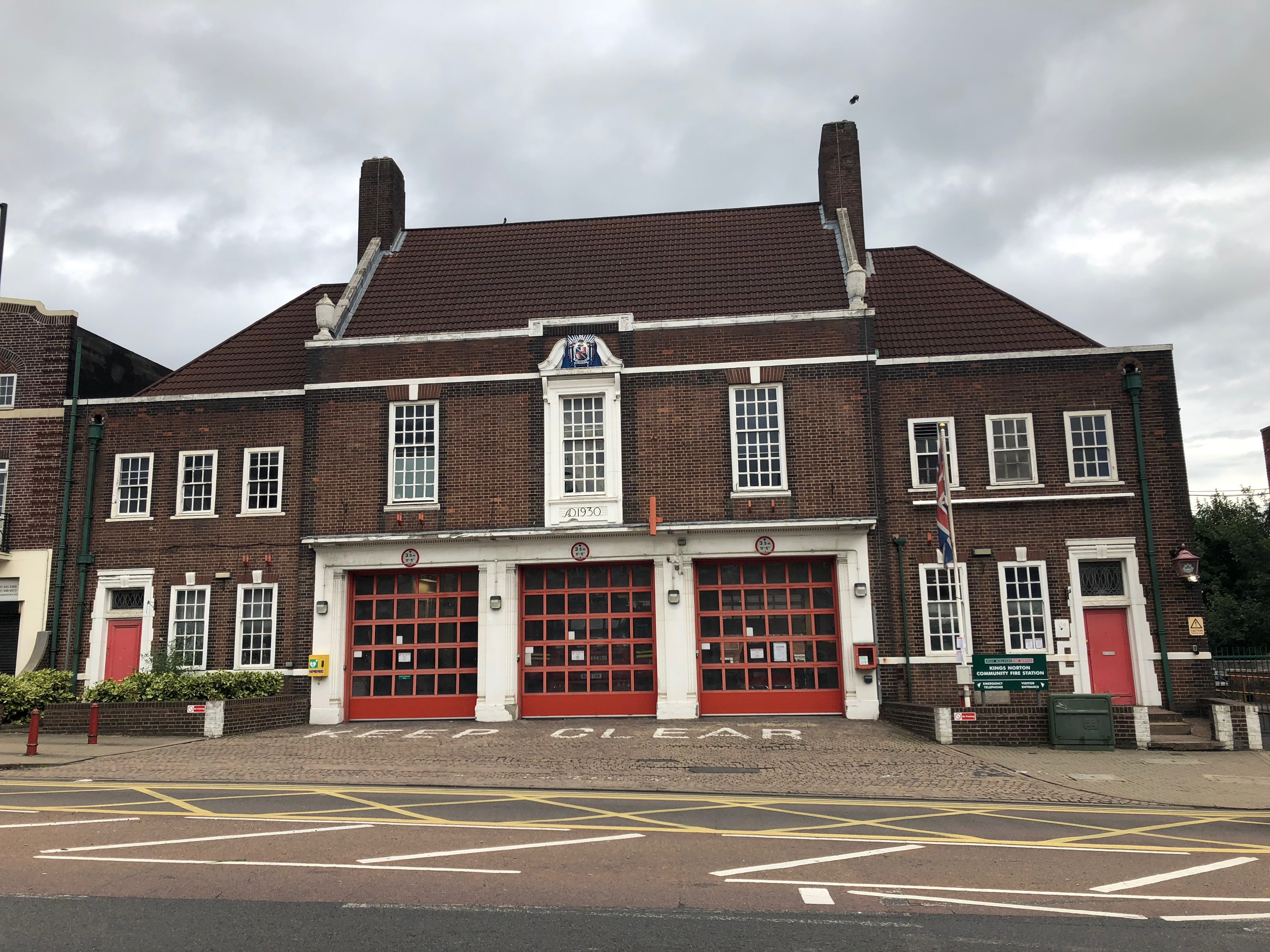
Caserne à Birmingham, Royaume-Uni, complète avec maisons voisines pour les pompiers.
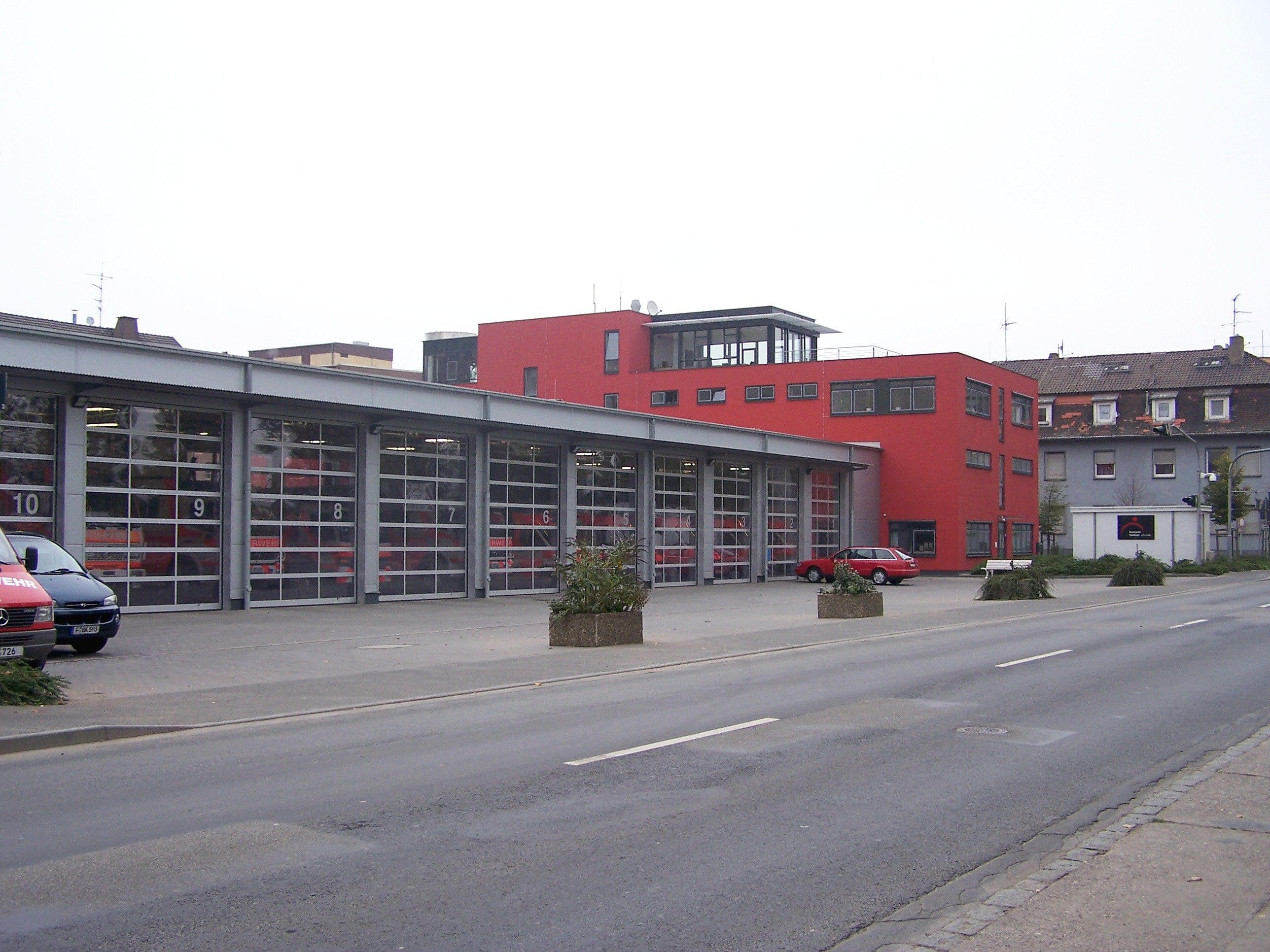
Une caserne à Francfort, Allemagne.
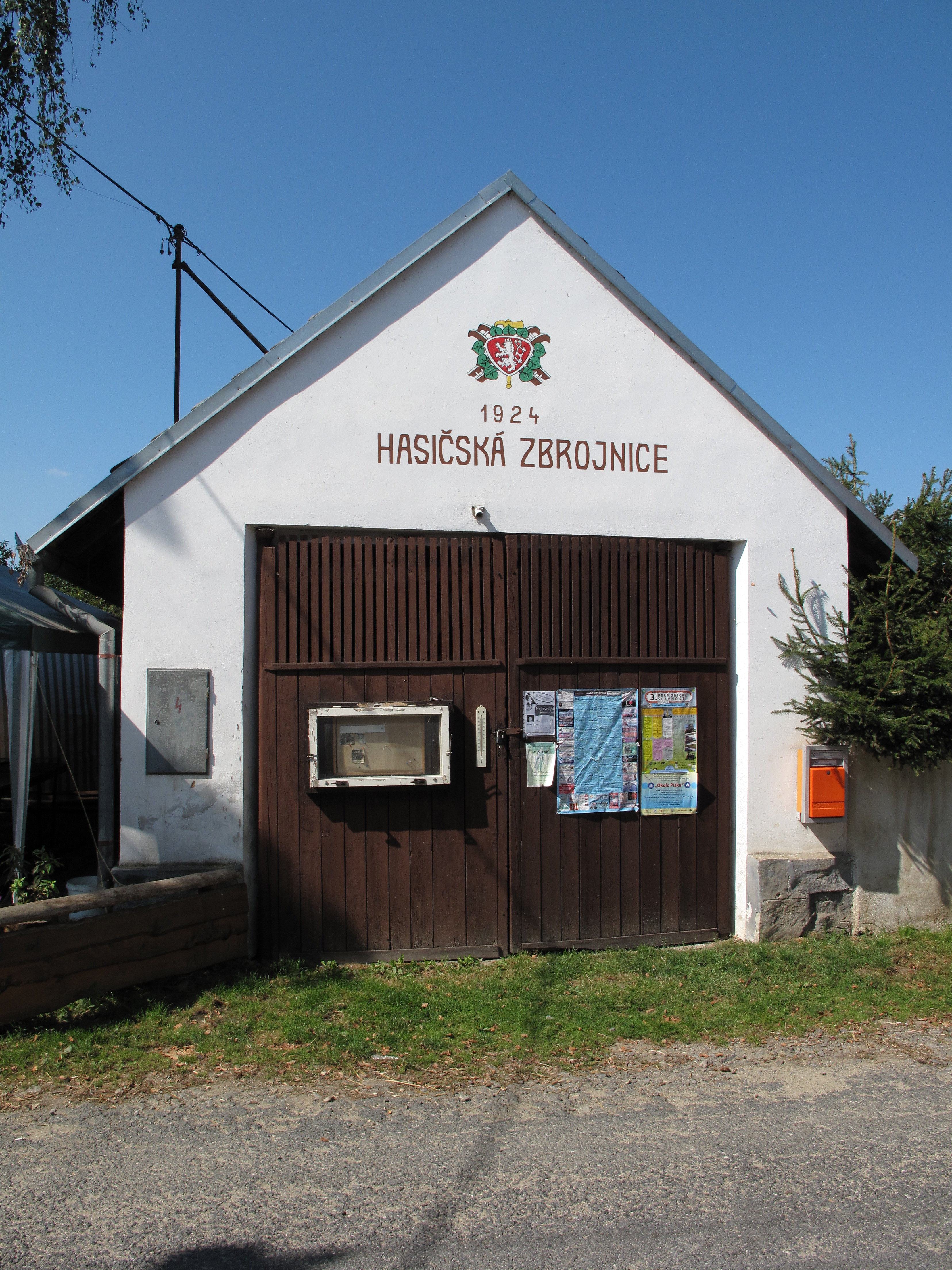
Caserne à Pisek District République tchèque.
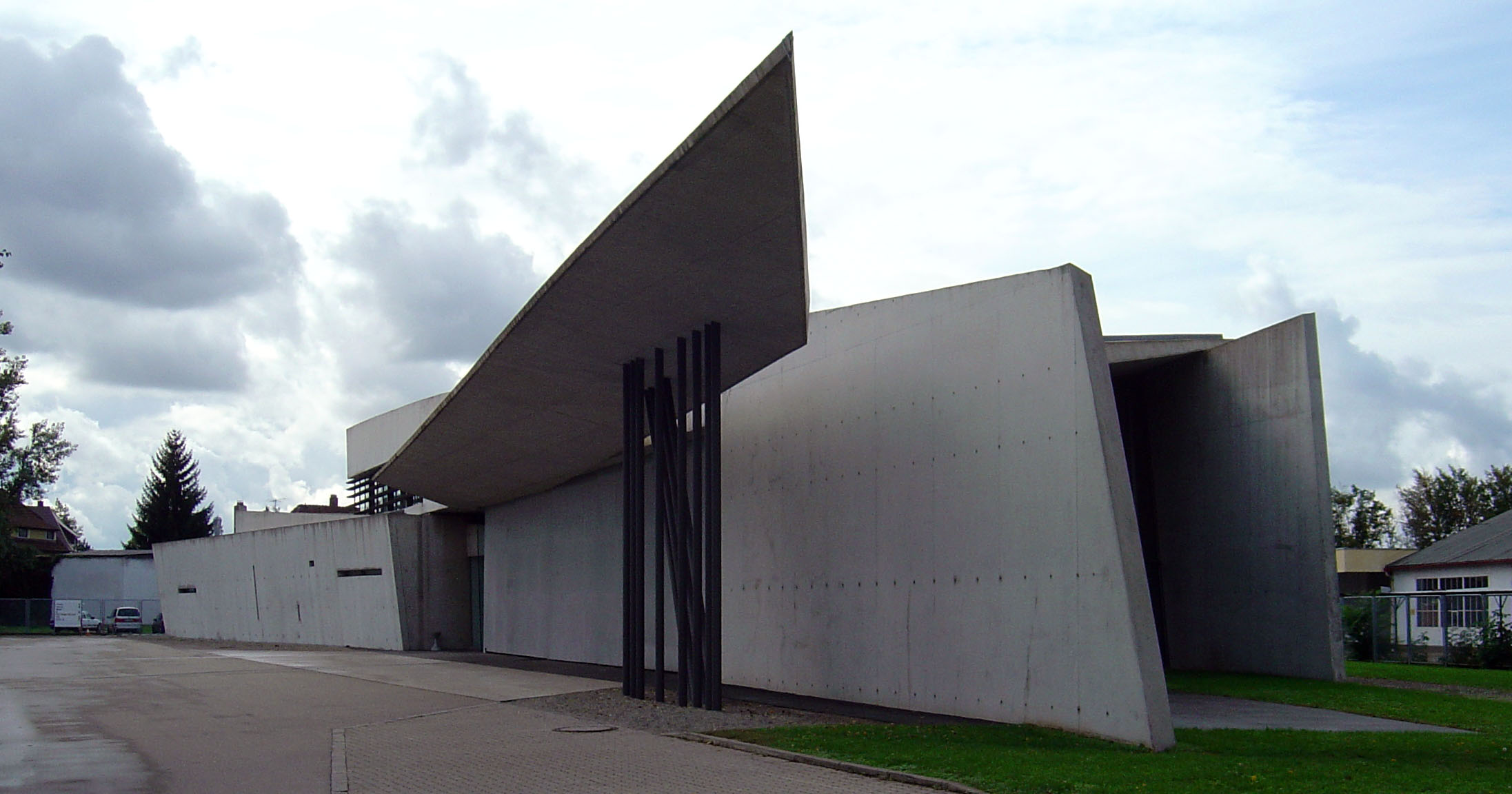
Caserne des pompiers de Vitra, Weil am Rhein, Allemagne.
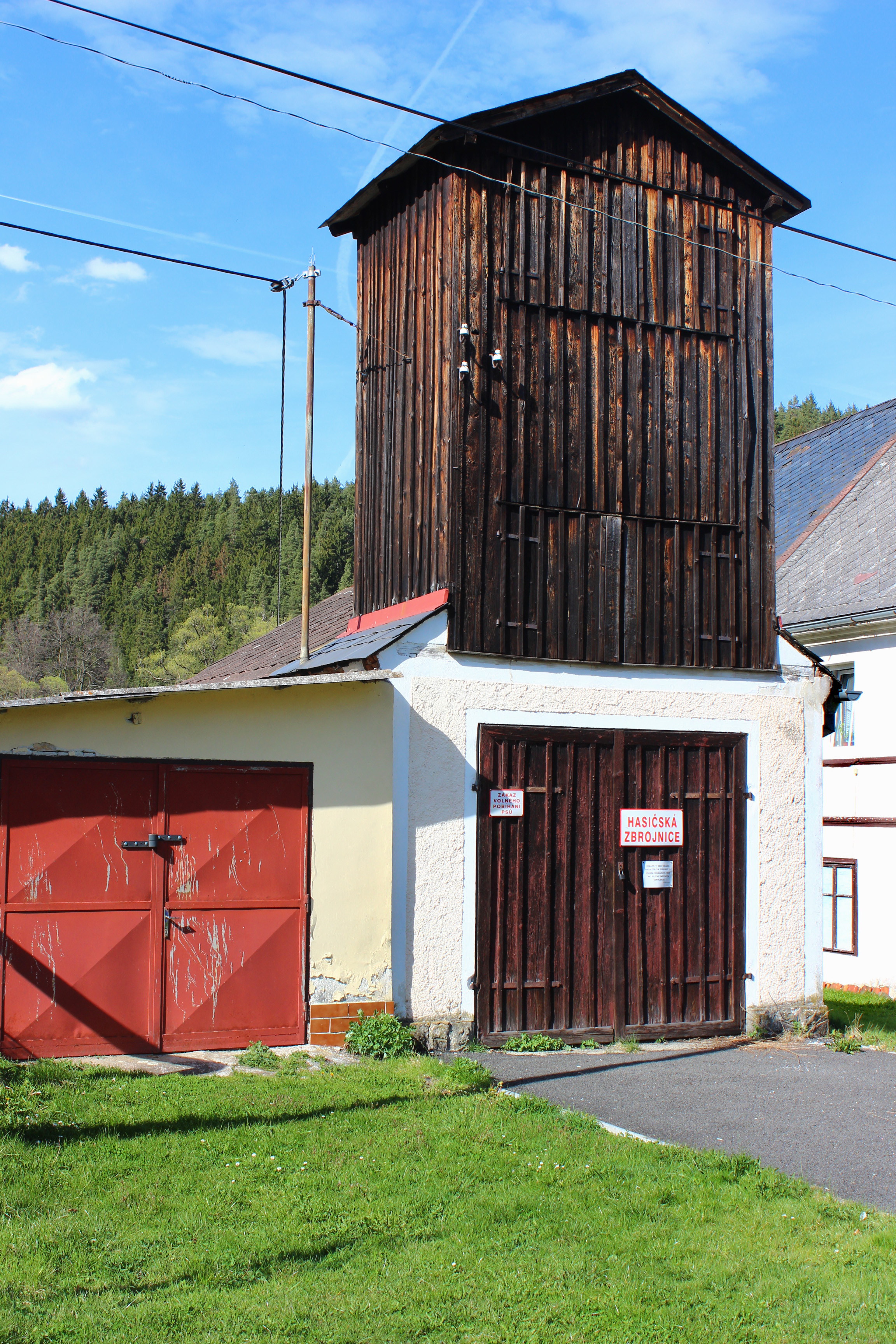
Caserne des pompiers de Teplička en République tchèque.
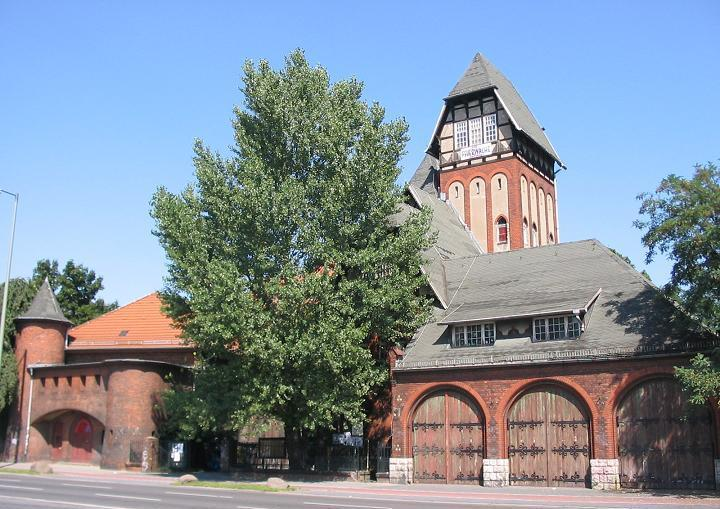
Caserne Niederschöneweide des pompiers de Berlin en Allemagne.
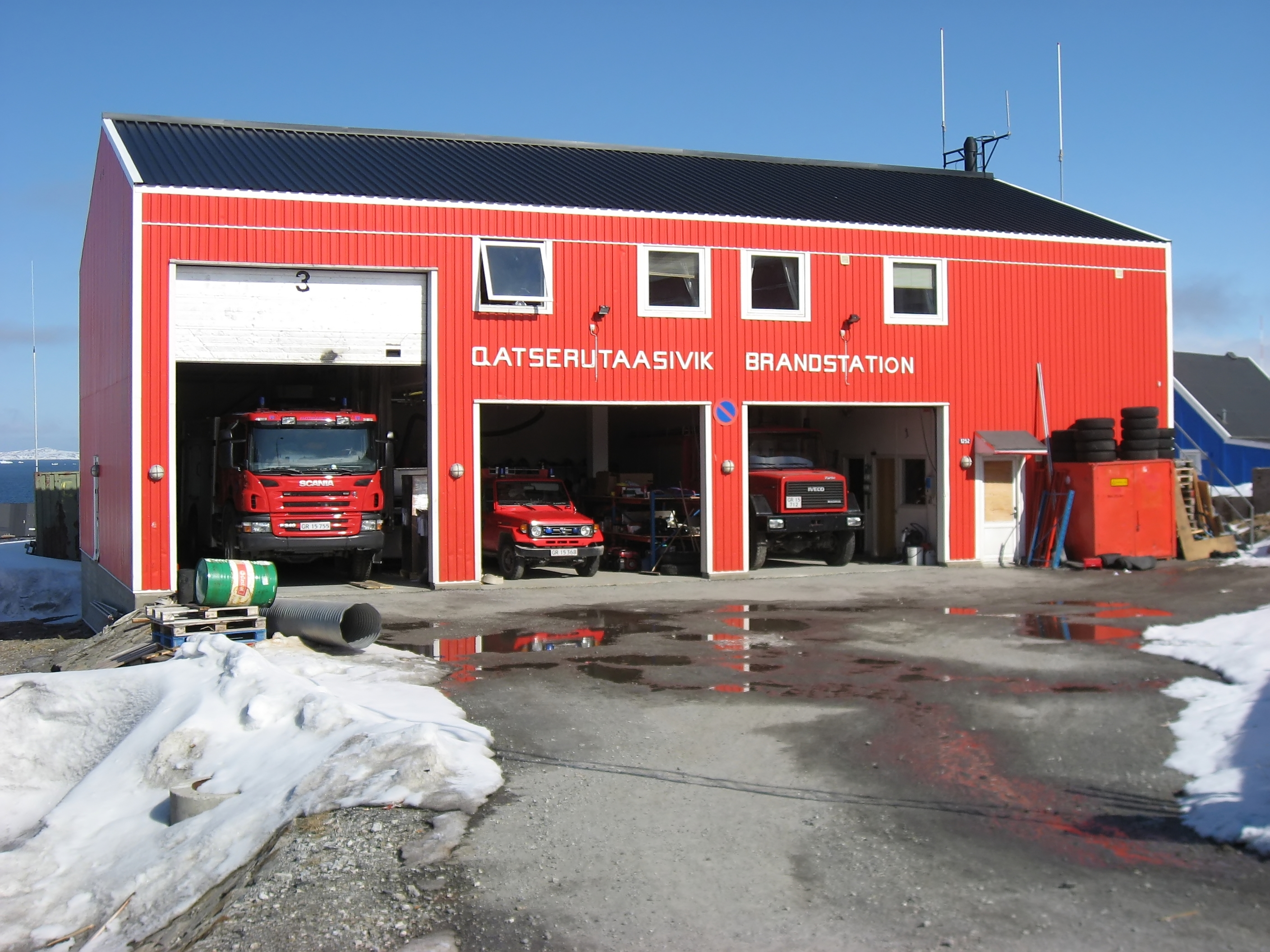
Une caserne du Groenland.
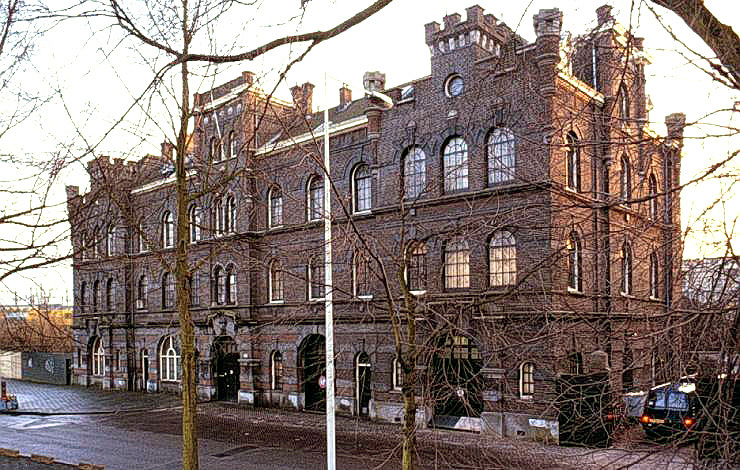
La caserne De Ruyter à Amsterdam.
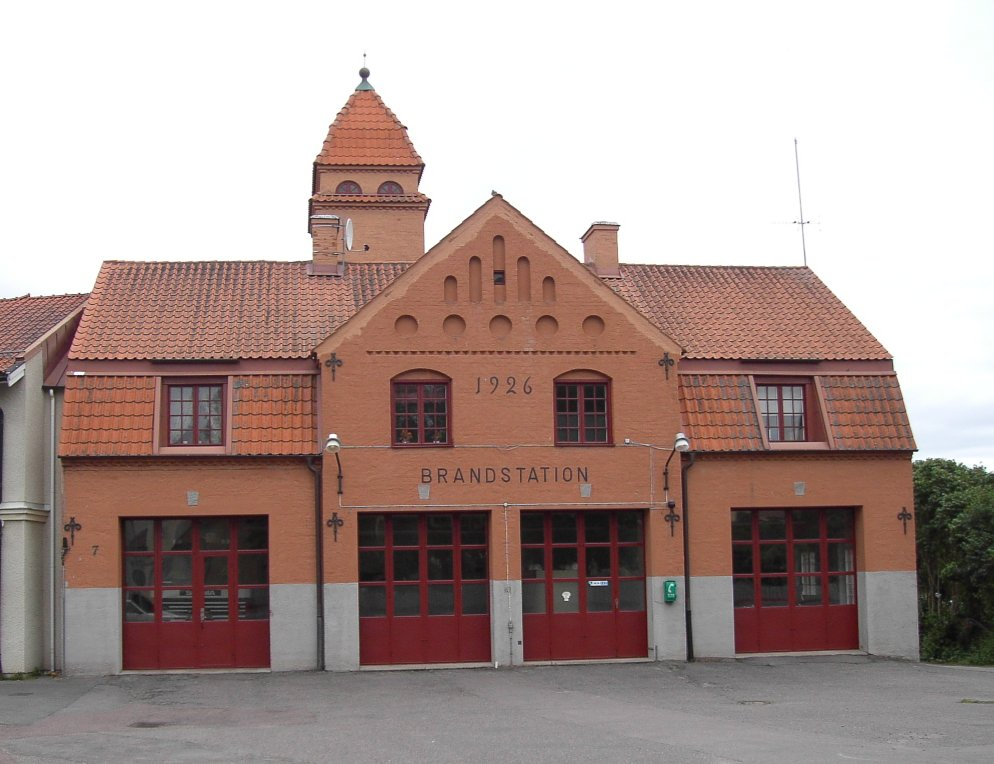
Une caserne suédoise à Skänninge.
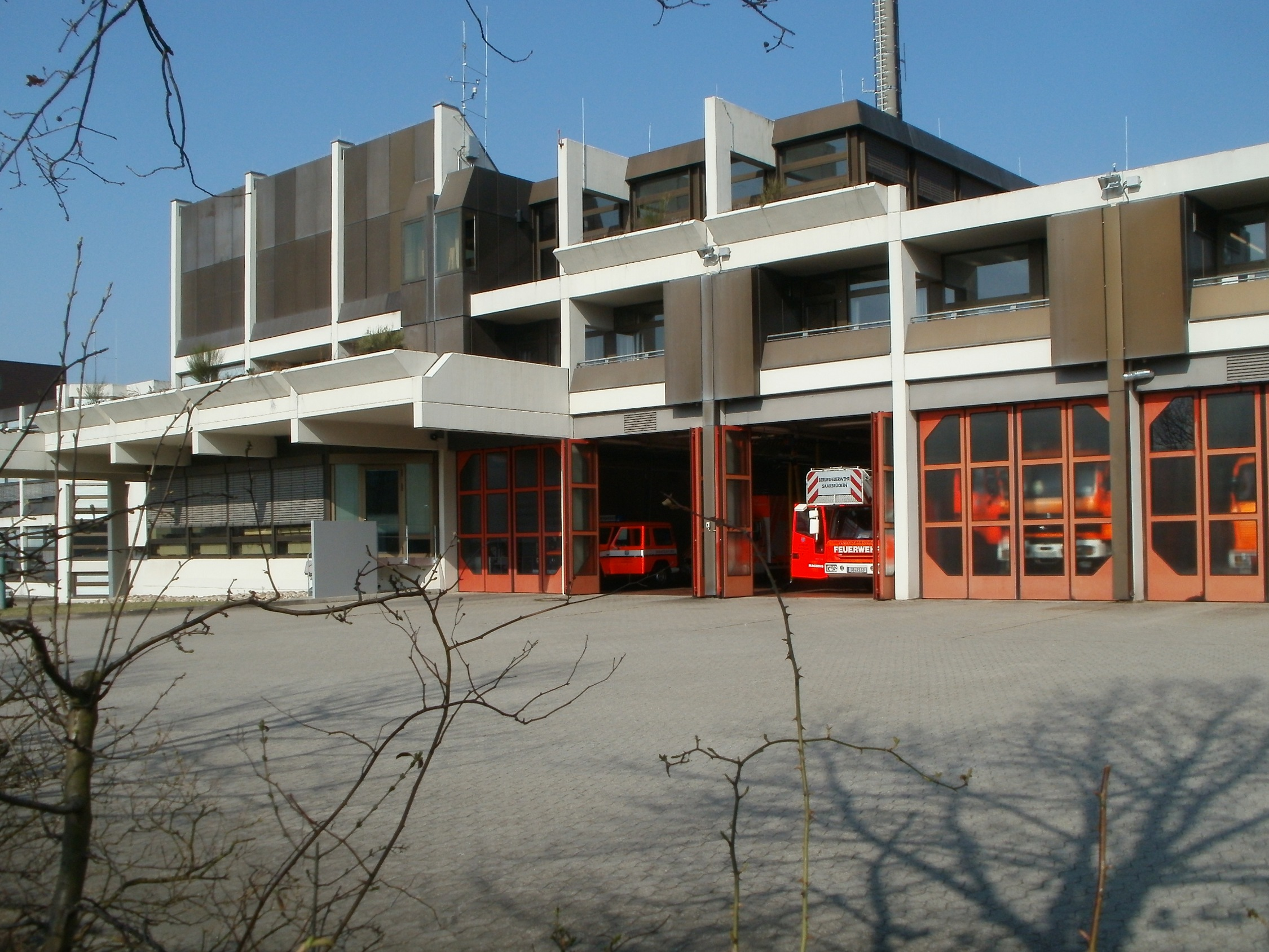
Caserne n° 1 de Sarrebruck, conçue par Walter Schrempf.

### En Amérique

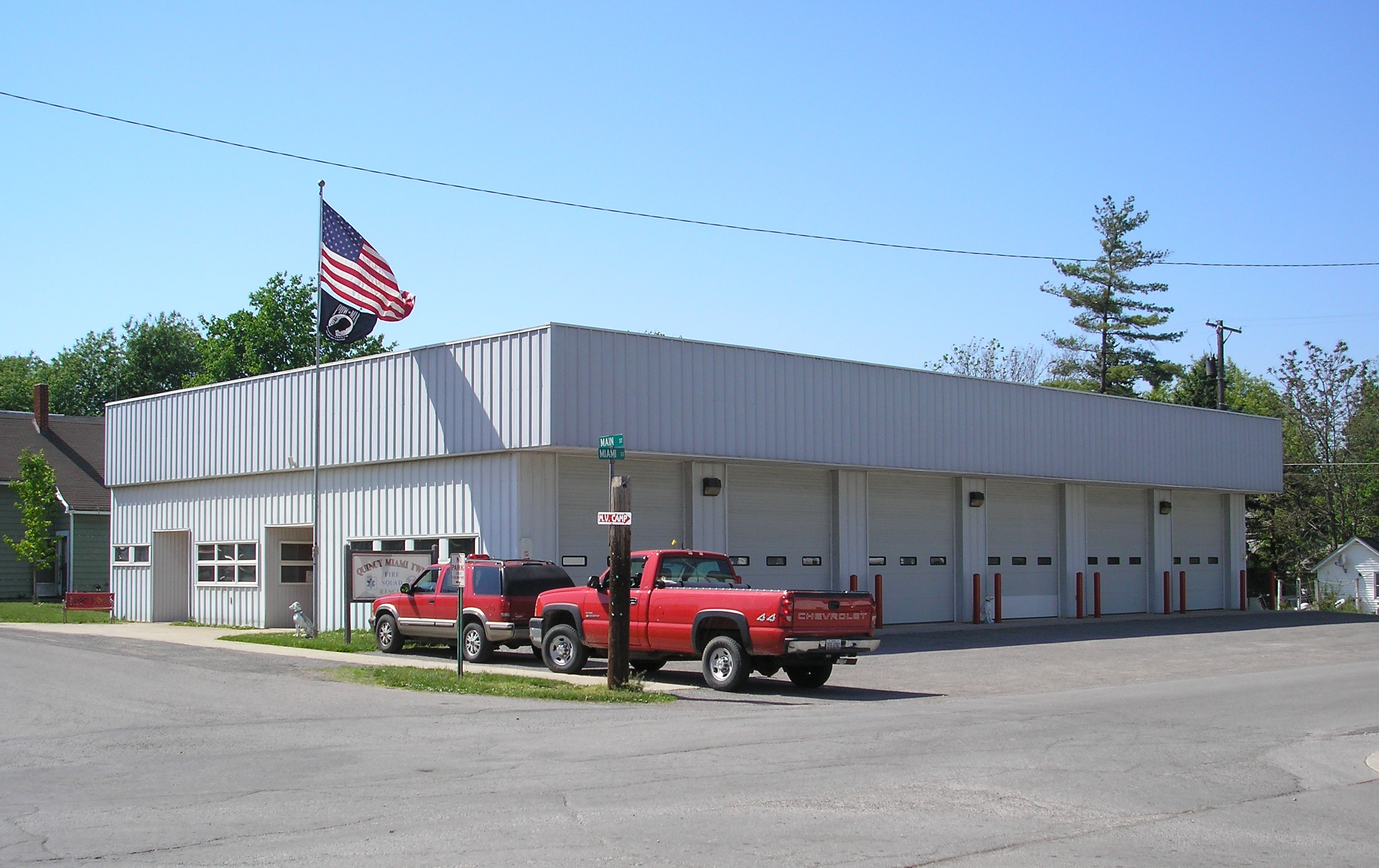
Caserne Quincy à Quincy, États-Unis.
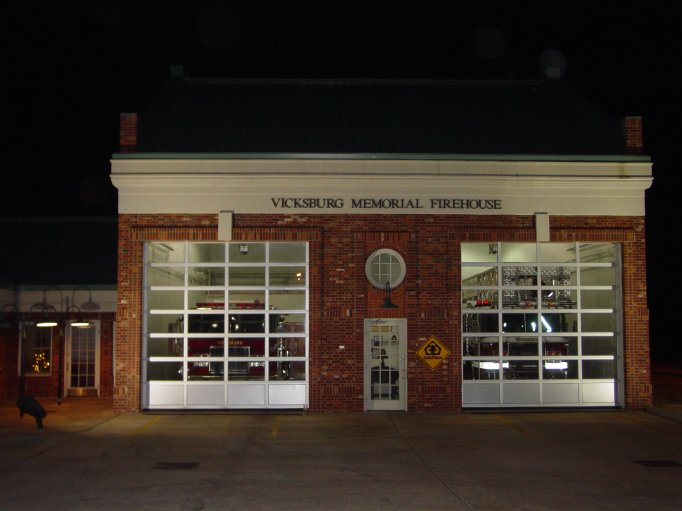
Caserne Vicksburg Memorial Firehouse, Vicksburg, États-Unis.
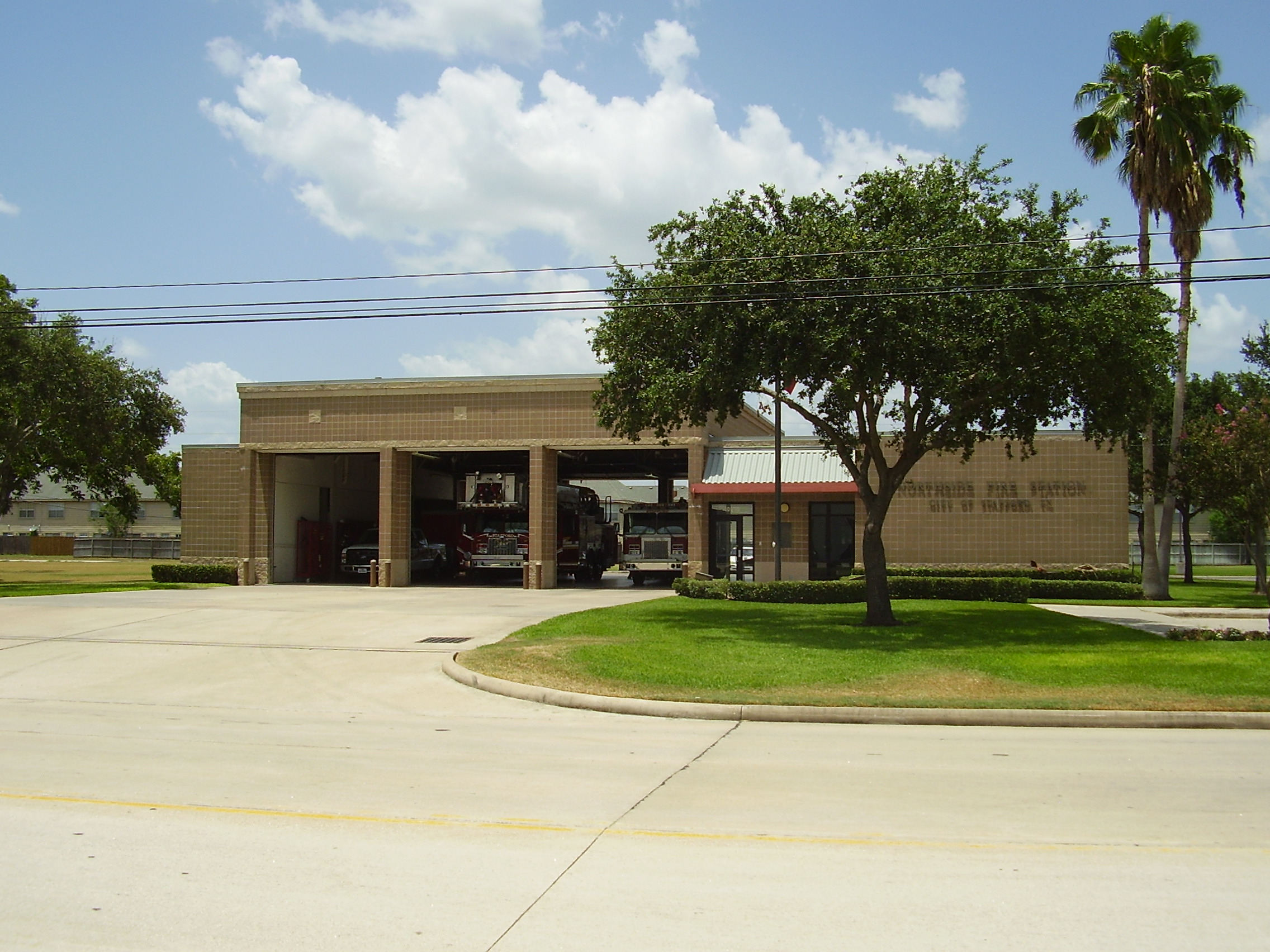
Caserne Northside à Stafford, États-Unis.
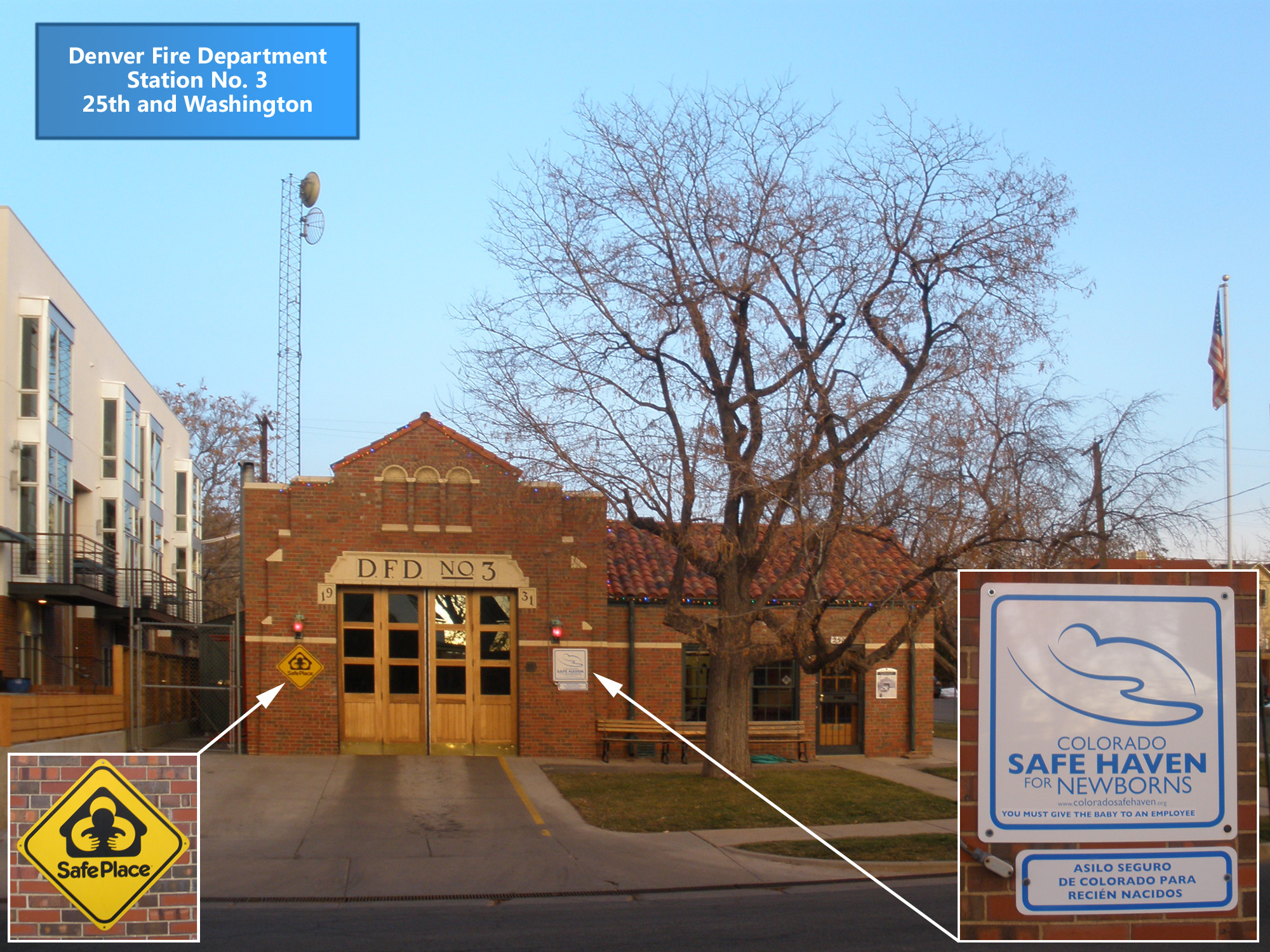
Caserne 3 à Denver, U.S.
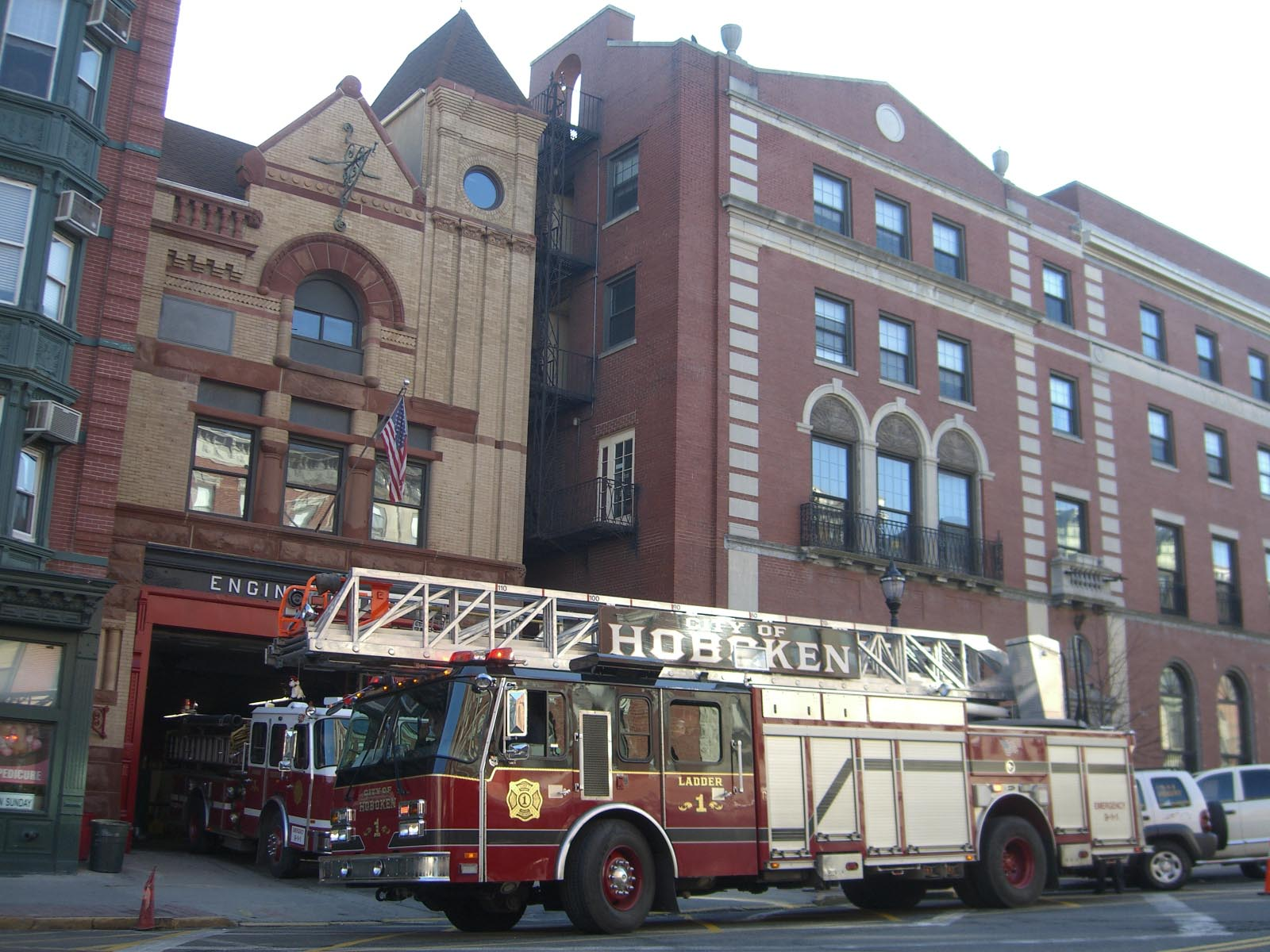
Caserne de Hoboken, département d'incendie.
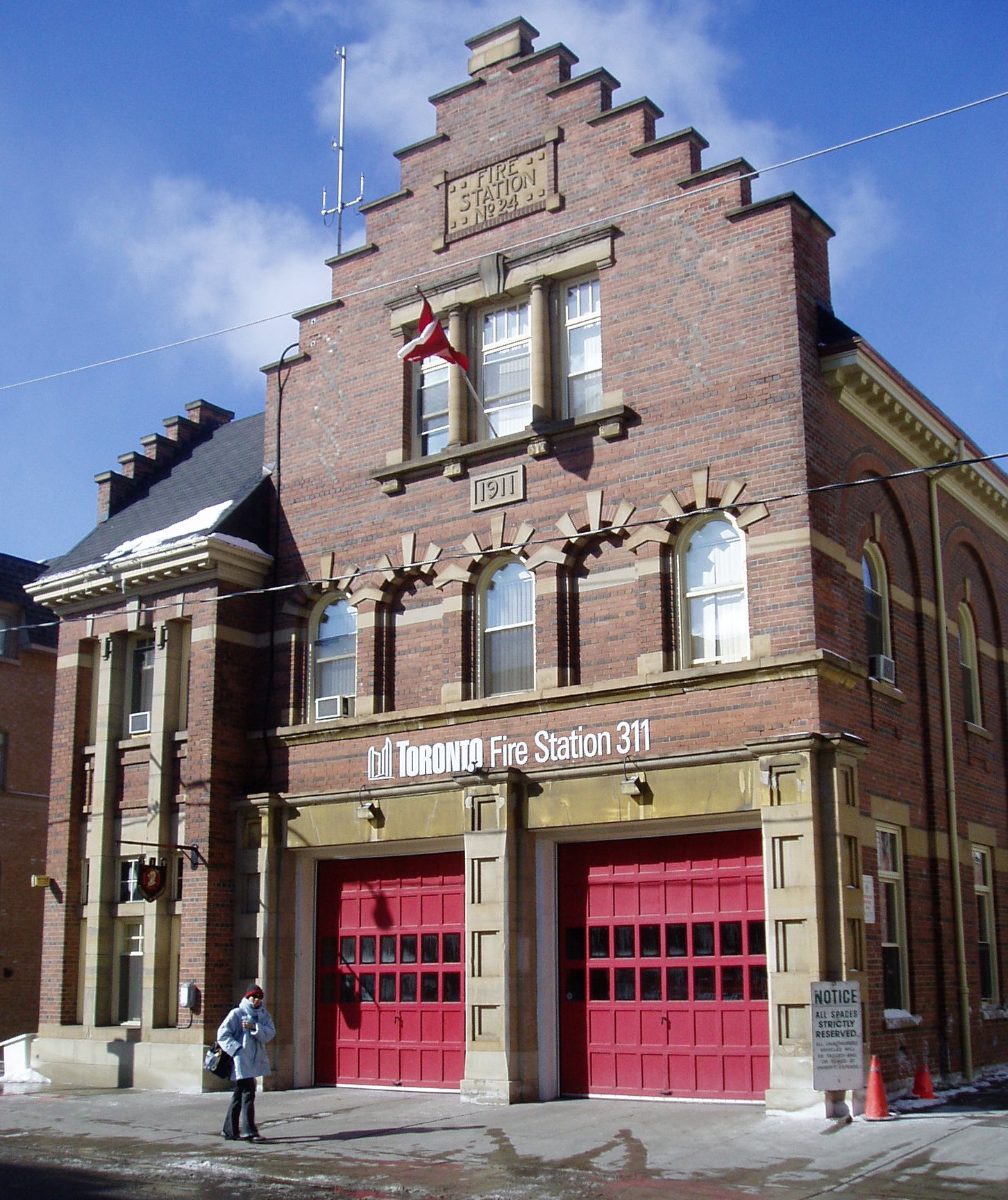
Caserne historique à Toronto.
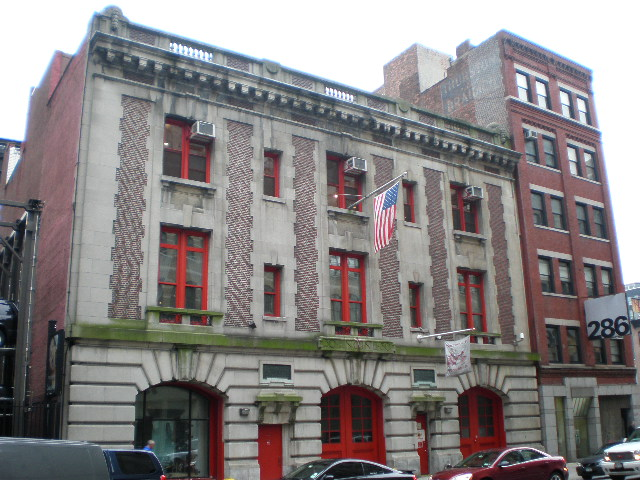
New York City Fire Museum.
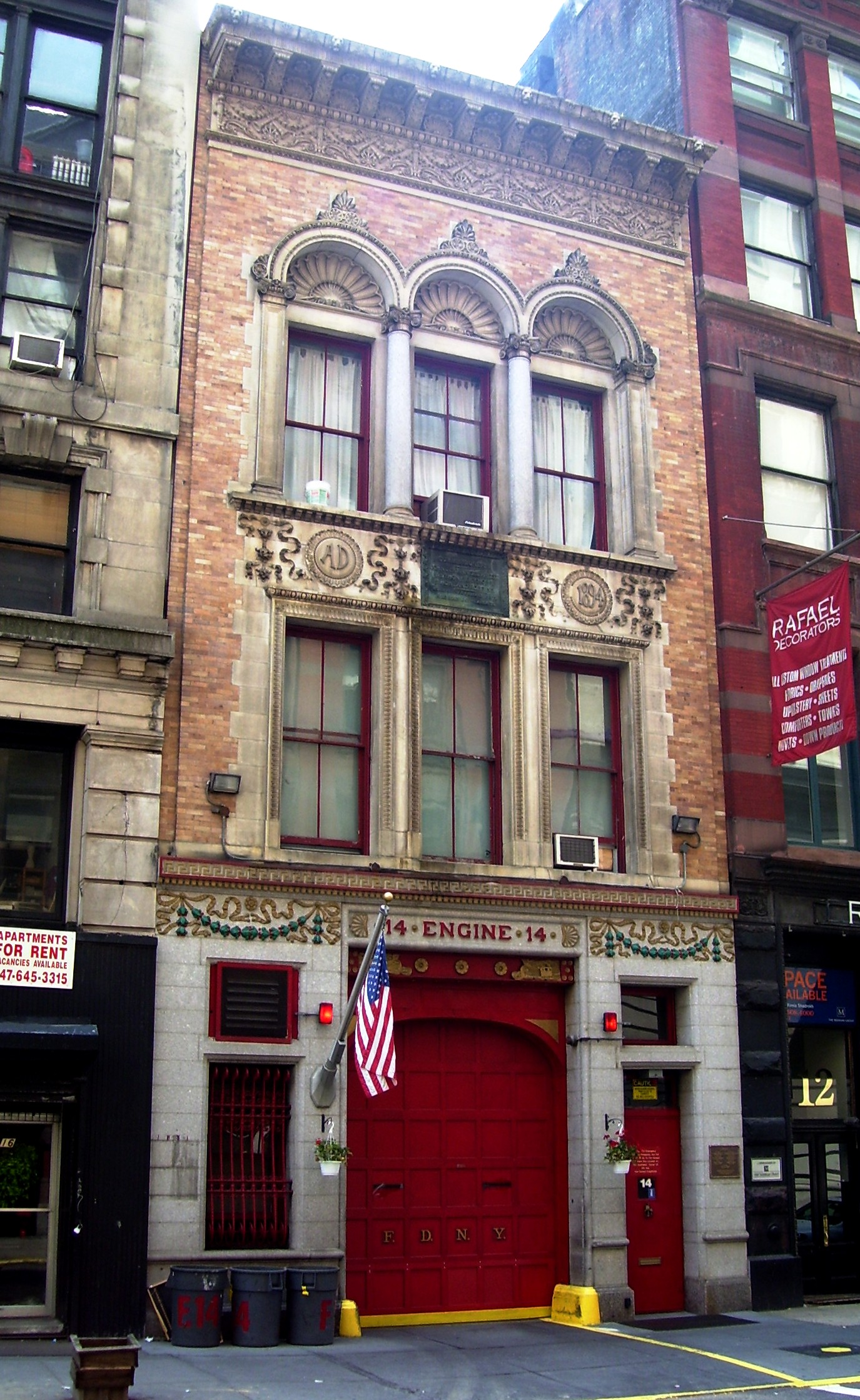
Un caserne de Manhattan, New York, construite en 1894.
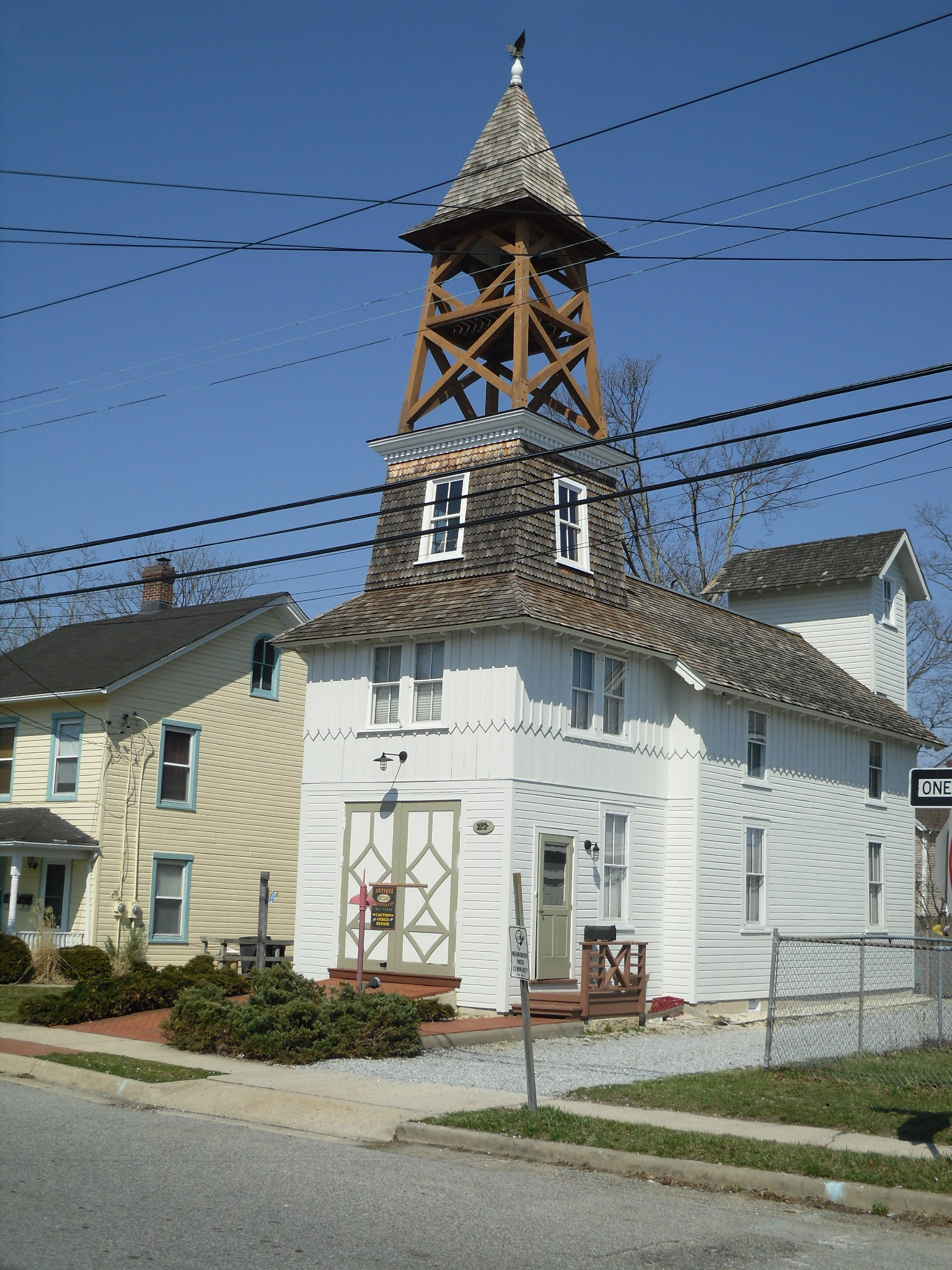
Caserne à Bay Shore.
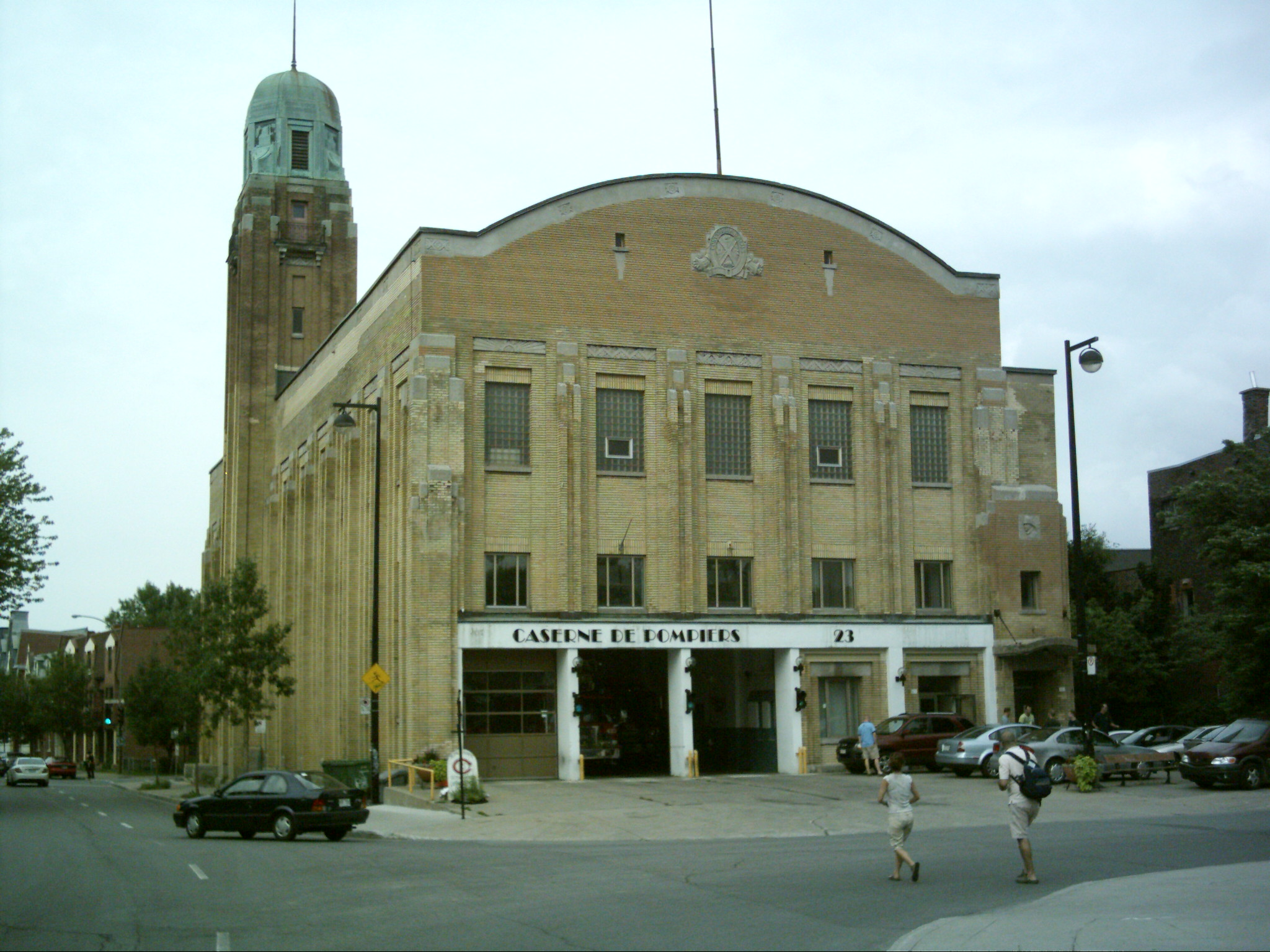
Caserne à Montréal.
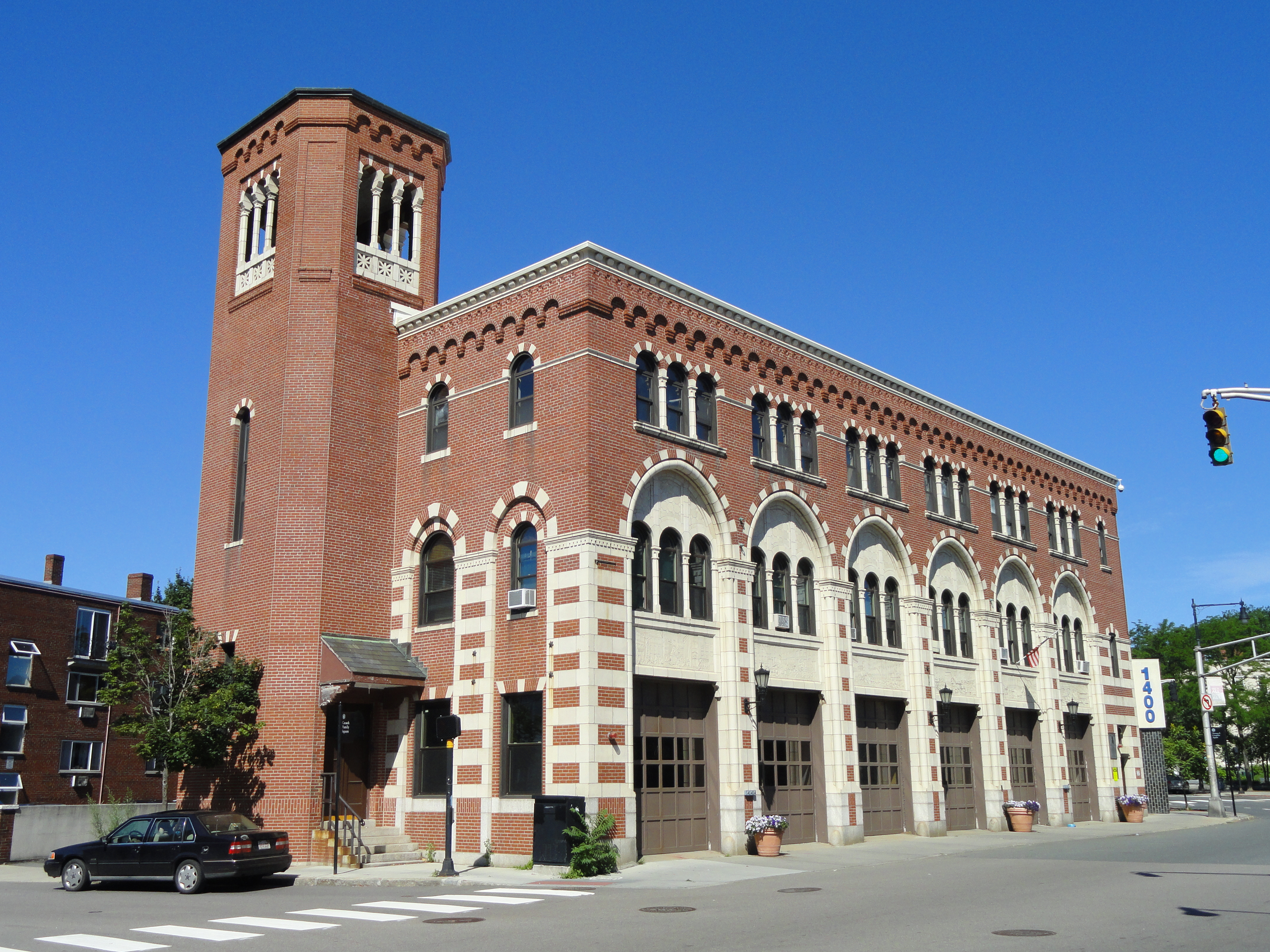
Caserne à Cambridge, Massachusetts, États-Unis.
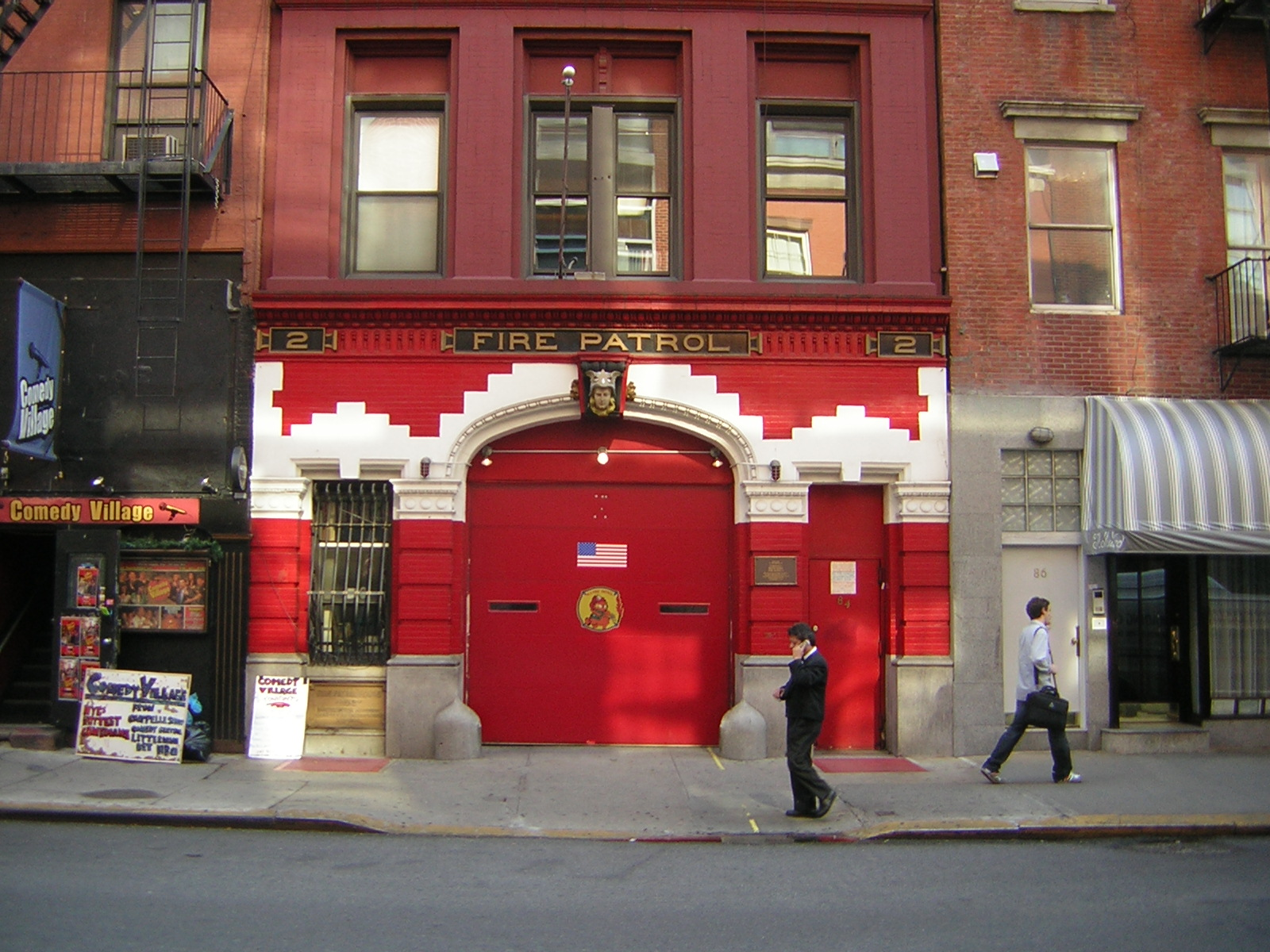
Caserne du FDNY sur West Third Street (84 W 3d) dans Greenwich Village à New York.
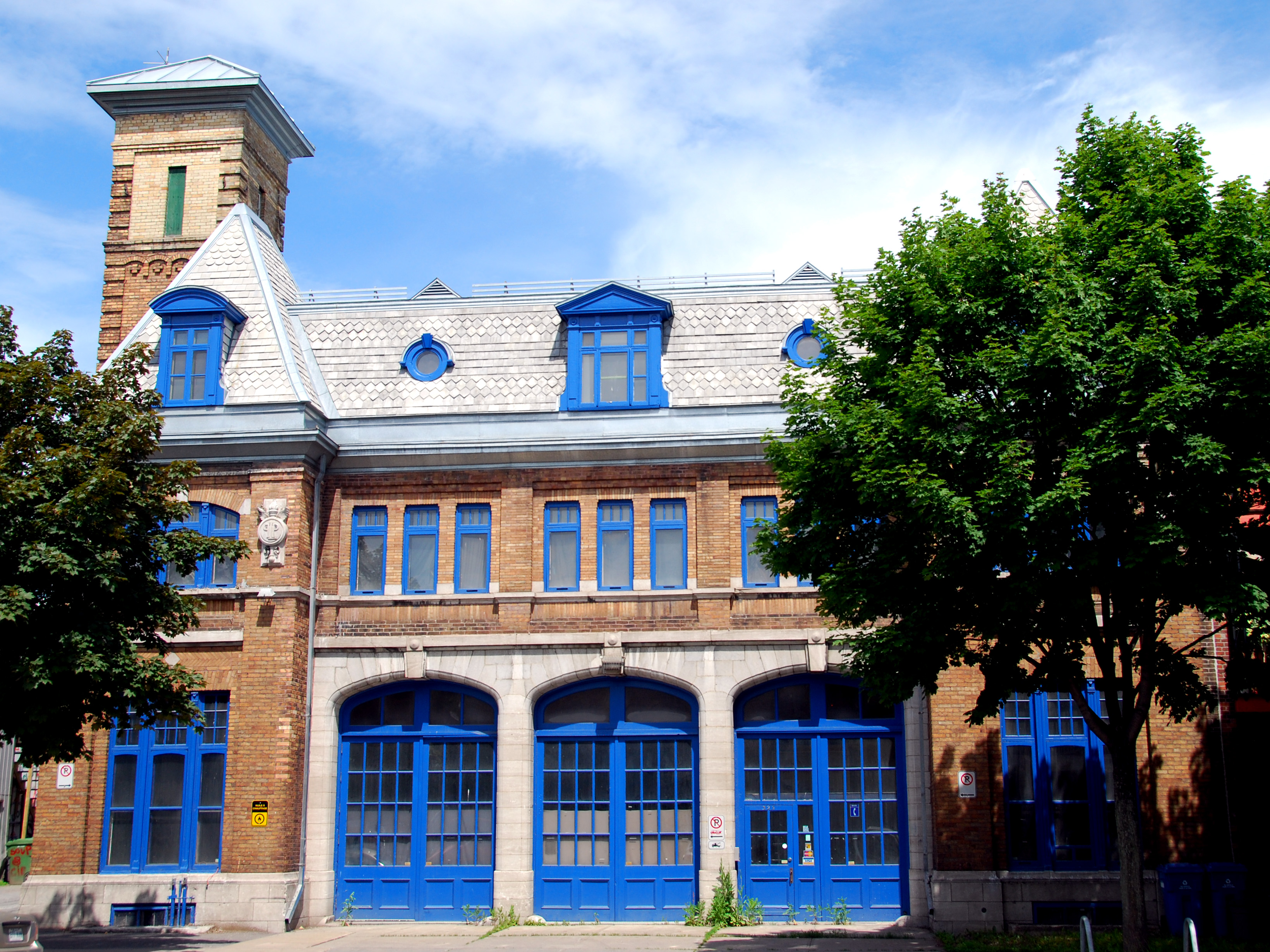
Caserne situé dans l'arrondissement La Cité-Limoilou de la ville de Québec.

### En Asie

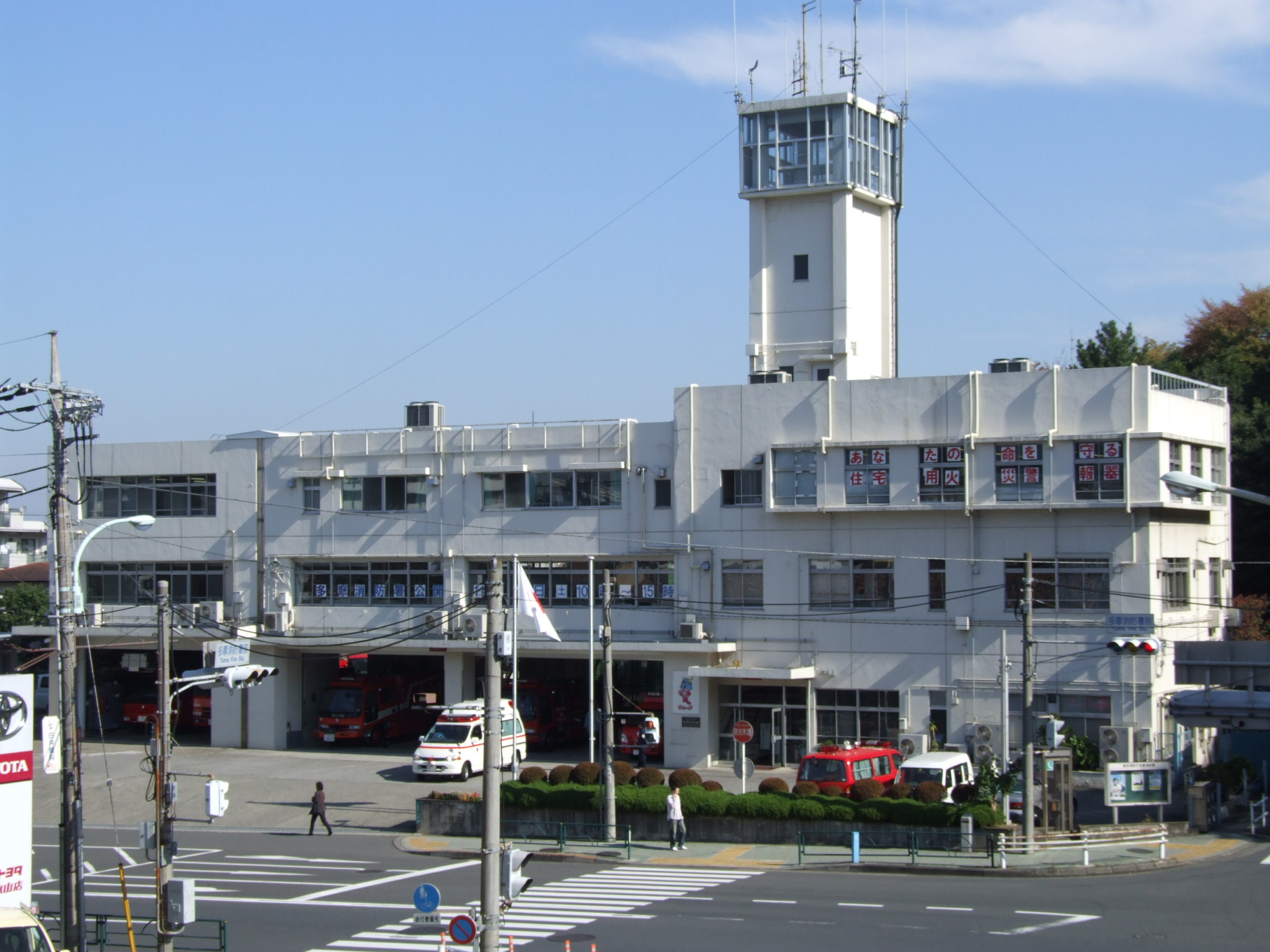
Tama, caserne du département d'incendie, Japon.
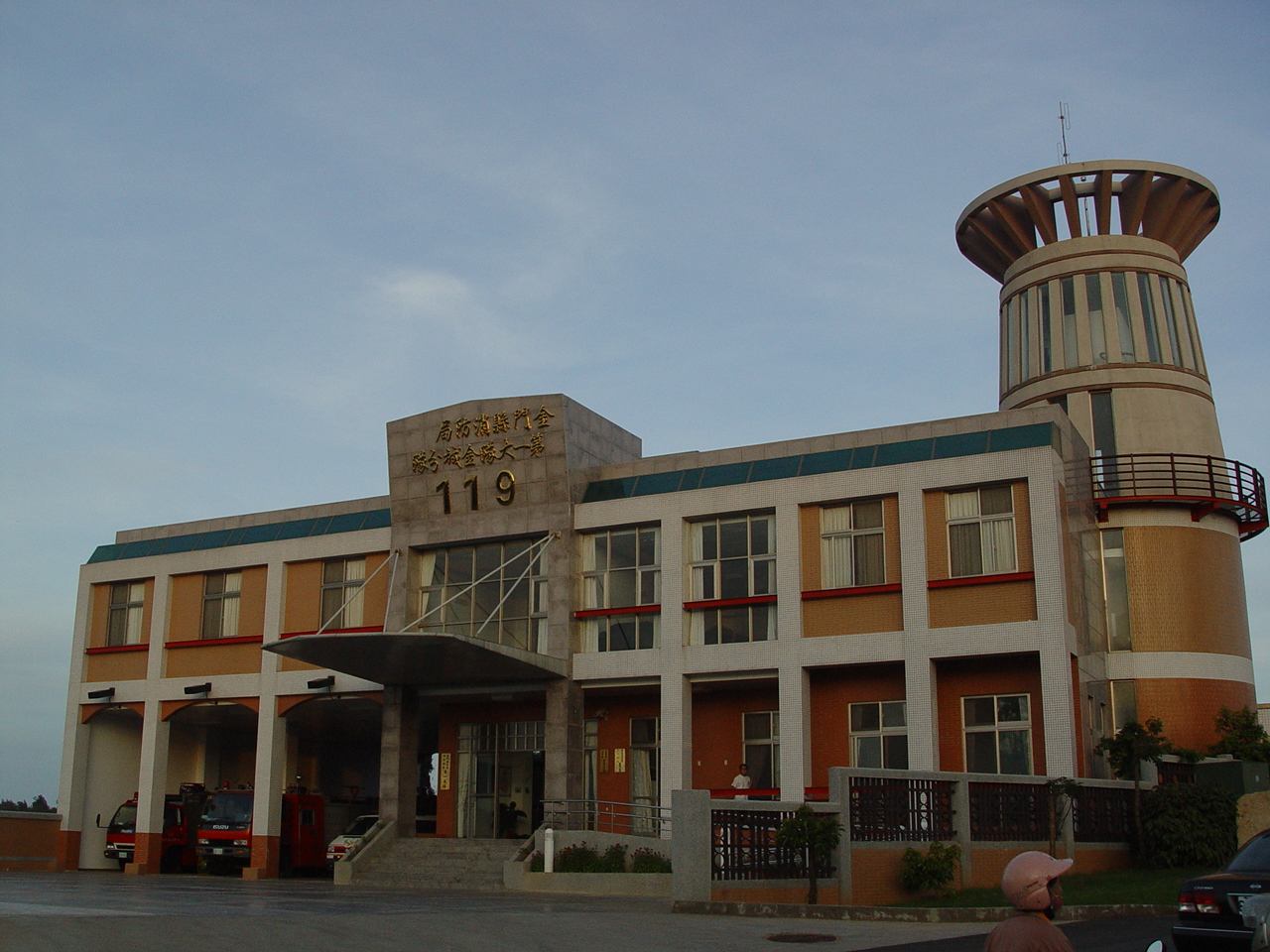
Caserne de Quemoÿ, République de Chine (Taïwan).

### En Océanie

Caserne Turvey Park à Wagga Wagga, Nouvelle-Galles du Sud, Australie.